# أمير أباد (باروق)
أمير أباد هي قرية في مقاطعة مياندوآب، إيران. يقدر عدد سكانها بـ 50 نسمة بحسب إحصاء 2016.